# Advent (parochie)
Advent (Deens:Advents Sogn) is een parochie van de Deense Volkskerk in de Deense gemeente Kopenhagen. De parochie maakt deel uit van het bisdom Kopenhagen en telt 5089 kerkleden op een bevolking van 6915 (2004). De parochie werd tot 1970 gerekend onder Sokkelund Herred.
Advents werd gesticht als parochie in 1942 uit delen van de parochies Brønshøj, Grøndals en Vanløse. De kerk kwam gereed in 1944. 

Aaker · Aalholm · Absalons · Advent · Aldersro · Allehelgens · Allinge-Sandvig · Anna · Ansgar · Apostelkirkens · Bellahøj · Bethlehem · Bispebjerg · Blågårdens · Bodilsker · Brønshøj · Christian · Christiansø · Davids · De Gamles Bys · Dragør · Elias · Emdrup · Enghave · Filip · Flintholm · Fredens-Nazaret · Frederiks · Frederiksberg · Frederiksberg Slotssogn · Frihavns · Garnisons · Gethsemane · Godthaab · Grøndals · Gudhjem · Hans Egedes · Hasle · Helligånds · Højdevang · Holmens · Husum · Husumvold · Hyltebjerg · Ibsker · Islands Brygges · Johannes Døbers · Kapernaums · Kastel · Kastrup · Kildevælds · Kingo-Samuel · Kingos · Klemensker · Knudsker · Korsvejens · Kristkirkens · Lindevang · Lundehus · Margrethe · Maria · Mariendal · Nathanaels · Nexø · Nyker · Nylarsker · Olsker · Østerlarsker · Østermarie · Østervold · Pedersker · Poulsker · Rø · Rønne · Rosenvænget · Rutsker · Samuels · Sankt Andreas · Sankt Jakobs · Sankt Johannes · Sankt Lukas · Sankt Markus · Sankt Matthæus · Sankt Pauls · Sankt Stefans · Sankt Thomas · Simeons · Simon Peter · Sion · Skelgårds · Solbjerg · Solvang · Store Magleby · Sundby · Sundkirkens · Svaneke · Sydhavn · Tagensbo · Tårnby · Timotheus · Tingbjerg · Trinitatis · Utterslev · Valby · Vanløse · Vesterbro · Vestermarie · Vigerslev · Vor Frelsers · Vor Frue